# چیکا هیراو
چیکا هیراو (انگلیسی: Chika Hirao؛ زادهٔ ۳۱ دسامبر ۱۹۹۶) بازیکن فوتبال اهل ژاپن است که در تیم‌های ملی فوتبال زیر ۱۷ سال زنان، زیر ۲۰ سال زنان، و تیم ملی فوتبال زنان ژاپن بازی کرده‌است.